# Guliana

Distrito de Rawalpindi.

Guliana (Língua Urdu: گليانه) é uma cidade em Gujar Khan Tehsil, no distrito de Rawalpindi, em Punjab, Paquistão. Guliana é também a cidade administrativa da União do Conselho de Guliana no qual é uma subdivisão administrativa de Tehsil.